# وليم هاريسون (مؤلف)
وليم هاريسون (بالإنجليزية: William Harrison)‏ (29 أكتوبر 1933، دالاس في الولايات المتحدة - 22 أكتوبر 2013، فايتفيل في الولايات المتحدة)؛ كاتِب ومؤلِّف، كاتب سيناريو وروائي أمريكي. درس في جامعة فاندربيلت.

## روابط خارجية
- وليم هاريسون على موقع IMDb (الإنجليزية)
- وليم هاريسون على موقع ألو سيني (الفرنسية)
- وليم هاريسون على موقع أول موفي (الإنجليزية)
- وليم هاريسون على موقع قاعدة بيانات الأفلام السويدية (السويدية)
- وليم هاريسون على موقع قاعدة بيانات الفيلم (الإنجليزية)
- وليم هاريسون على موقع كينوبويسك (الروسية)